# 森謙二
森 謙二（もり けんじ、1947年(昭和22年)10月1日 - ）は、日本の日本史学者。茨城キリスト教大学名誉教授。

## 来歴
徳島県生まれ。1970年（昭和45年）明治大学法学部卒業。同大学院修士課程修了。シオン短期大学助教授、1983年（昭和58年）茨城キリスト教短期大学(校名変更)教授。茨城キリスト教大学文学部文化交流学科教授。2014年（平成26年）比較家族史学会会長。2018年（平成30年）、茨城キリスト教大学を退職。

## 著書
- 『墓と葬送の社会史』講談社現代新書 1993 のち吉川弘文館
- 『墓と葬送の現在 祖先祭祀から葬送の自由へ』東京堂出版 2000
- 『墓と葬送のゆくえ』吉川弘文館 歴史文化ライブラリー 2014

### 共編著
- 『出作りの里 その民俗と歴史』編著 新葉社 1989
- 『自分らしい最期を決めておく本 人まかせにしないお葬式・お墓の準備』監修、PHP研究所 1995
- 『シリーズ比較家族 名前と社会 名づけの家族史』上野和男共編 早稲田大学出版部 1999
- 『歴史と民族における結婚と家族 江守五夫先生古稀記念論文集』宮良高弘共編 第一書房 2000
- 『老熟の力 豊かな<老い>を求めて』日本民俗学会監修 宮田登,網野房子共編 早稲田大学出版部 2000
- 『シリーズ比較家族 〈いのち〉と家族』太田素子共編 早稲田大学出版部 2006
- 『いま、この日本の家族 絆のゆくえ』岩上真珠,鈴木岩弓,渡辺秀樹共著 弘文堂 2010
- 『三くだり半の世界とその周縁』青木美智男共編 日本経済評論社 2012
- 『沖縄近代法の形成と展開』田里修共編 榕樹書林 2013
- 『現代日本の葬送と墓制 イエ亡き時代の死者のゆくえ』鈴木岩弓共編 吉川弘文館 2018
- 『無縁社会の葬儀と墓 死者との過去・現在・未来』土居浩共編 吉川弘文館 2022